# Скогланд, Кари
Кари Скогланд (англ. Kari Skogland) — канадский кинорежиссёр, сценарист и продюсер. В 2016 году она основала независимую продюсерскую компанию Mad Rabbit. Её недавним проектом стал телесериал «Сокол и Зимний солдат» для Marvel Studios.

## Карьера
Скогланд начала карьеру как монтажёр. Затем она перешла к режиссуре, начав с отмеченных наградами телевизионных рекламных роликов и музыкальных клипов. Затем она стала режиссёром телевизионных шоу, начав с эпизода сериала «Умер в 21» (1994) и пяти эпизодов сериала «Торговцы» (1996). «Торговцы» был номинирован на несколько премий «Джемини», включая за лучшую режиссуру, и победил в категории лучший сериал.
Первый полнометражный фильм Скогланд «Размер арбузов» получил премию Silver Awards на WorldFest Houston. Её фильм «Белая ложь» на канале CBC был номинирован на несколько премий «Джемини» и на международную премию «Эмми», и он получил премию Tout Ecran. В марте 2009 года она также сняла фильм «Пятьдесят ходячих трупов» с Беном Кингсли, Джимом Стёрджессом и Роуз Макгоуэн в главных ролях. Скогланд сняла эпизоды сериалов «Подпольная империя», «Борджиа», «Сыны свободы» и «Викинги». В 2017 и 2018 годах она сняла несколько запоминающихся эпизодов сериала Hulu «Рассказ служанки», включая финал первого сезона. Она описала свой процесс съёмок шоу как «Общение, любопытство и открытость к результату, который отличается от того, что я планировала».
Скогланд высказалась о стеклянном потолке для женщин-режиссёров в киноиндустрии. Говоря о производстве «Рассказа служанки» в 2018 году, она сказала: «Люди говорят, что не могут найти женщин-режиссёров, но причина в том, что нет доступа, нет точки входа. Они не появляются в одночасье — вы должны создать пространство, где они могут расти и быть обнаружены».

## Личная жизнь
Кари Скогланд замужем за монтажёром Джимом Манро. Они познакомились примерно в 1979 году, когда Скогланд подала заявление на должность помощника Манро, что привело к тому, что Скогланд получила эту работу, и у них завязались личные отношения. У них две дочери, Маккензи и Эйслин.

## Фильмография
- «Умер в 21» (1994) (эпизод 5: «Gone Daddy Gone»)
- «Торговцы» (5 эпизодов, 1996)
- «Размер арбузов» (1996)
- «Мужчины с оружием» (1997)
- «Её звали Никита» (1 эпизод, 1997)
- «Ворон: Лестница в небо» (2 эпизода, 1998)
- «Грехи города» (1998) (неизвестные эпизоды)
- «Белая ложь» (1998)
- «Ковбоям всегда мало» (1998)
- «Дети кукурузы 666: Возвращение Айзека» (1999)[15]
- «Семейный закон» (1 эпизод, 2000)
- «Кураж любви» (2000)
- «Ловушка для свингеров» (2001)
- «Под прицелом» (2002)[16]
- «Близкие друзья» (3 эпизода, 2001–2003)
- «Боги речного мира» (2003)
- «Секс в другом городе» (1 эпизод, 2004)
- «Моя мама хоккеистка» (2004)
- «Белый огонь» (2005)
- «Банши: Музыка смерти» (2006)
- «Каменный ангел» (2007)[17]
- «Пятьдесят ходячих трупов» (2008)
- «Читающий мысли» (5 эпизодов, 2009–2011)
- «Шах и мат» (1 эпизод, 2011)
- «Быть Эрикой» (1 эпизод, 2011)
- «Подпольная империя» (4-й эпизод в 3-м сезоне, 2012)
- «Под куполом» (2 эпизода, 2013)
- «Викинги» (эпизоды 7 и 8 во 2-м сезоне, 2014)
- «Сыны свободы» (2015)
- «Бойтесь ходячих мертвецов» (эпизоды 4 и 5, 2015)
- «Ходячие мертвецы» (10-й эпизод в 6-м сезоне, 2016, и 11-й эпизод в 7-м сезоне, 2017)
- «Карточный домик» (11-й эпизод в 4-м сезоне, 2016)
- «Рассказ служанки» (10-й эпизод в 1-м сезоне, 2017, и эпизоды 3, 4, 7, и 8 во 2-м сезоне, 2018)
- «Каратель» (4-й эпизод в 1-м сезоне, 2017)
- «Кондор» (эпизоды 6 и 7 в 1-м сезоне, 2018)[18]
- «Страна Рождества» (эпизоды 1 и 2 в 1-м сезоне, 2019)
- «Ладья» (эпизоды 1 и 2, 2019)
- «Сокол и Зимний солдат» (веб-сериал, 2021)
- «Ветренная река. Новая глава» (TBA)